# Henrique Monteagudo

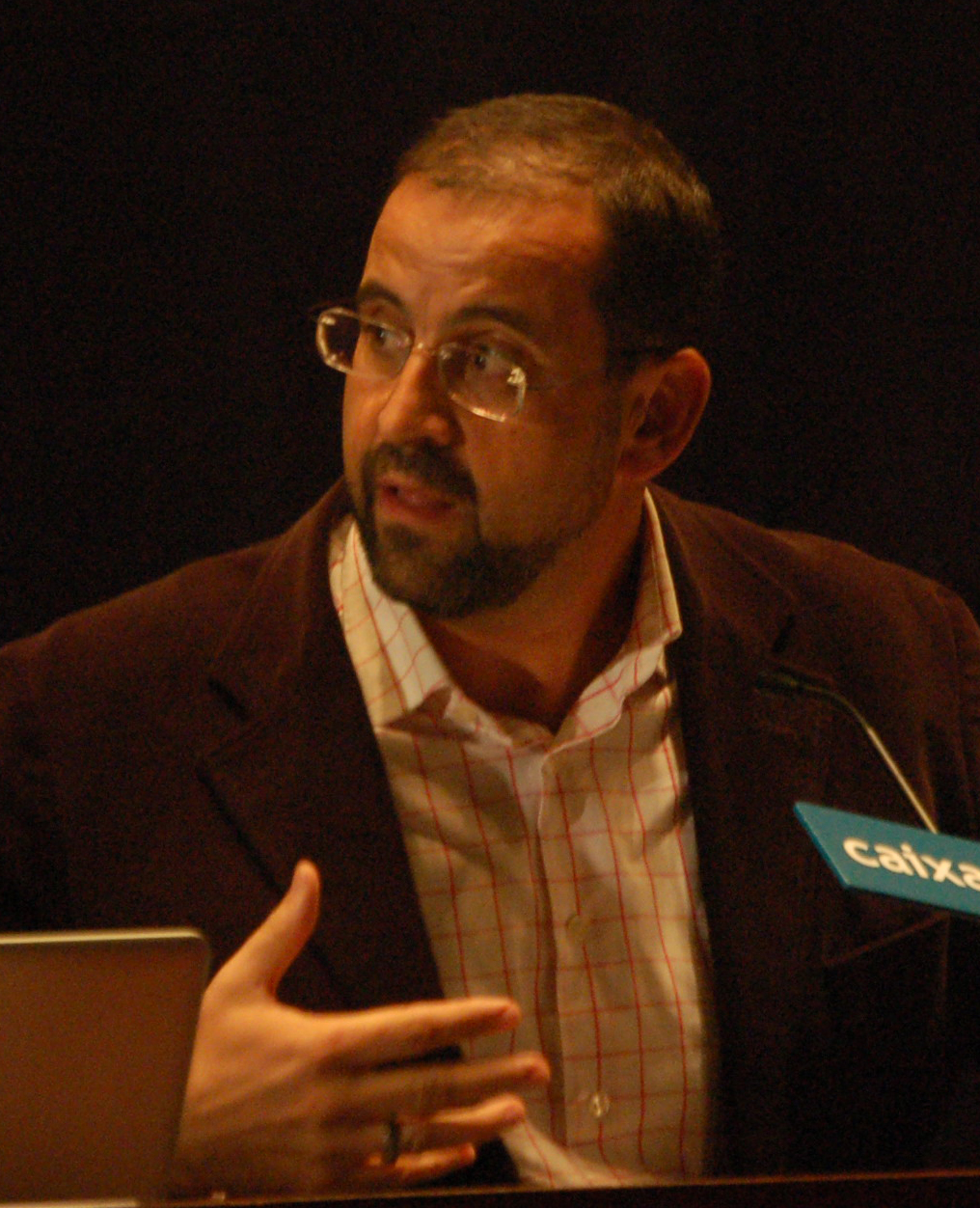
Henrique Monteagudo.

Xosé Henrique Monteagudo Romero, (Esteiro, Muros (La Coruña), el 26 de noviembre de 1959- ), es un sociolingüista gallego, profesor de la USC desde 1982, secretario del Consejo de la Cultura Gallega y presidente de la Real Academia Galega.

## Trayectoria profesional
Henrique Monteagudo se licenció en Filología Hispánica (gallego-portugués), de la Universidad de Santiago de Compostela (1981) y fue profesor e investigador en el ILG mismo en 1982. Se doctoró en 1997 en la Universidad de Santiago de Compostela y desde entonces ha sido profesor de Filología Gallega en Santiago de Compostela. También enseñó en las universidades de Birmingham, la Universidad de la Ciudad de Nueva York (1996) y Lisboa (1998). En la actualidad es coordinador de la Sección del Consejo de la Lengua y Cultura Gallega, director de Planificación y Normas Archivo Lingüística. Monteagudo es co-coordinador del Informe sobre Política Lingüística y la Sección de Normas de Galicia Lengua Gallega del CCG en 1998 y es miembro del Consejo Editorial de la revista Grial desde 1989.
El 30 de abril de 2010 fue elegido académico de la Real Academia Gallega, para cubrir la vacante de Antonio Gil Merino.
A partir del 4 de abril de 2025 sustituye a Victor Freixanes como presidente de la Real Academia Galega.

### Publicaciones destacadas
Ha publicado artículos sobre literatura medieval portuguesa, historia, lengua extranjera, y la gramática de gestión lingüística y lexicografía Kale, y entre sus publicaciones se encuentran:
- Aspectos sociolingüística del bilingüismo en Galicia (1985, coautor)
- Gramática portuguesa (1986, coautor junto con Rosario Álvarez y José Luis Regueiro)
- estudios sociolingüísticos gallegos (1995, editor)
- Historia Social de la Lengua Gallega (1999, autor).

Además, ha editado textos de Rosalía de Castro, y Ramón Otero Pedrayo en castellano y sus trabajos publicados en revistas como Grial, expresión, Coloquio / Letras (Lisboa), Señal y contraseña (Buenos Aires), Estudios Portugueses (Cambridge), entre otros.

### Reconocimientos
- 1 º Premio para ensayo sobre las lenguas y las literaturas gallega, vasca y el catalán, de la Universidad Nacional de Educación a Distancia (Madrid), 1998.
- Premio Losada Diéguez de investigación (2000).
- Premio de la Crítica de Galicia, en la sección de Investigación, en 2009.